# Seminario de los Nobles (Nápoles)
El Seminario de los Nobles (antiguo Palacio Afflitto de los Príncipes de Scanno y Palacio Real de Monte Manso ) es un palacio monumental de Nápoles situado en Via Nilo.
El palacio perteneció a la familia D'Afflitto, príncipes de Scanno, hasta 1654, cuando fue adquirido por el Real Monte Manso, fundación fundada en 1608 por Giovanni Battista Manso, quien también estuvo entre los fundadores del Pio Monte della Misericordia. Las funciones del Real Monte eran proporcionar educación gratuita a los jóvenes nobles napolitanos. El colegio fue fundado en 1679 y alrededor de 1750 fue restaurado por Mario Gioffredo, quien también diseñó la capilla. En 1767 fue confiada a los Padres Somascos y en 1799 fue clausurada. En 1804 fue restaurada y confiada a los jesuitas y cerrada definitivamente en 1820. Fue dañado durante la Segunda Guerra Mundial y por el terremoto de 1980. Posteriormente fue restaurado y devuelto a su antigua gloria. El 26 de mayo de 2009, después de cincuenta años de olvido, se inauguró la capilla restaurada.